# 1375 Alfreda
1375 Alfreda è un asteroide della fascia principale. Scoperto nel 1935, presenta un'orbita caratterizzata da un semiasse maggiore pari a 2,4476697 UA e da un'eccentricità di 0,0698912, inclinata di 5,82251° rispetto all'eclittica.
L'asteroide prende il nome di un'amica del suo scopritore.